# Sfera (satellite)
Sfera è una serie di satelliti per rilevamenti geodetici sviluppati e costruiti in Unione Sovietica negli anni sessanta. Furono lanciati fino alla fine degli anni settanta.

## Sviluppo
Lo sviluppo di un satellite per rilevamenti geodetici venne intrapreso da Mikhail Reshetnev negli anni sessanta. Lo scopo era quello di avere a disposizione un sistema per misurare la deriva dei continenti, nonché per aumentare la precisione nella localizzazione dei punti cartografici. I test furono condotti tra il 1968 ed il 1972, e l'anno successivo gli Sfera furono accettati in servizio dalle forze armate. Ricevettero la designazione GRAU di 11F621.

## Tecnica
Gli Sfera avevano un'orbita compresa tra i 980 ed i 1.200 km, con inclinazioni variabili tra i 69 e gli 83 gradi. La struttura era la cilindrica KAUR-1, con una lunghezza di 3 metri ed un diametro di 2. Il peso raggiungeva gli 800 kg.
L'equipaggiamento comprendeva degli apparati di misurazione e segnalazione, in grado di effettuare i rilevamenti necessari alle forze armate sovietiche. Vi erano inoltre delle batterie chimiche, una radio e il sistema di guida. Tutta questa strumentazione era sistemata in un vano chiuso ermeticamente. L'energia necessaria al funzionamento era fornita da pannelli solari posti direttamente sull'esterno del cilindro.

## Utilizzo e lanci
Complessivamente, ne furono lanciati 18 esemplari tra il febbraio 1968 ed il dicembre 1978 (uno dei quali fallito, il 4 giugno 1968). I lanci furono effettuati dal cosmodromo di Plesetsk con vettori Kosmos-3M. Tali sistemi permisero ai sovietici di aumentare la precisione delle proprie armi a lungo raggio.
- Cosmos 203: 20 febbraio 1968
- Cosmos 256: 30 novembre 1968
- Cosmos 272: 17 marzo 1969
- Cosmos 312: 24 novembre 1969
- Cosmos 409: 28 aprile 1971
- Cosmos 457: 20 novembre 1971
- Cosmos 480: 25 marzo 1972
- Cosmos 539: 21 dicembre 1972
- Cosmos 585: 8 settembre 1973
- Cosmos 650: 29 aprile 1974
- Cosmos 675: 29 agosto 1974
- Cosmos 708: 12 febbraio 1975
- Cosmos 770: 25 settembre 1975
- Cosmos 842: 21 luglio 1976
- Cosmos 911: 25 maggio 1977
- Cosmos 963: 24 novembre 1977
- Cosmos 1067: 26 dicembre 1978